# خوسيه خواكين بيريز
خوسيه خواكين بيريز (بالإسبانية: José Joaquín Pérez Mascayano) (و. 1801 – 1889 م) هو سياسي من تشيلي ولد في سانتياغو.